# Alfons Van den Eynde

Alfons Van den Eynde

Alfons ("Fons") Van den Eynde (Sint-Katelijne-Waver, 2 september 1919 – aldaar, 14 mei 2007), beter bekend als "Fonne van de smed" was een Belgische smid en uitvinder van voornamelijk landbouwwerktuigen.
Van den Eynde was een lokaal figuur, een handige en inventieve smid van Katelijne. Hoewel hij er zelf geen grote sier mee maakte zijn zijn ontwerpen veelvuldig gekopieerd.

## Levensloop
Van den Eynde komt uit een steenbakkersfamilie dat hun steenbakkerij in de twintigste eeuw omvormde naar een smederij. Hij nam de smidse van zijn vader over en richtte in 1970 de firma Trakat op met zijn zoon Willy. Dit familiebedrijf is anno 2021 twee generaties verder.
Met de landbouwmechanisatie in de periode na de Tweede Wereldoorlog evolueerde de techniek in de vollegrond tuinbouw in een versneld tempo. Van den Eynde maakte een hele reeks werktuigen, waaronder de knolselder- en preiwasmachine, en gebruikte hierbij vooruitstrevende technieken.
Zo ontstond de ponsgatenmachine (preiplantmachine) die, achter een tractor, gaten in de grond van de bedden prikte. Eén exemplaar van deze machine staat anno 2021 opgesteld in de vaste tentoonstelling van groentemuseum 't Grom. Deze uitvinding behaalde op het twintigste Internationaal Salon voor Uitvinders te Brussel in 1971 een gouden medaille in de categorie ‘tuin, park en bos’ die werd uitgereikt door de toenmalige prins Albert. Van den Eynde was echter niet aanwezig omdat hij namelijk dacht geen enkele kans te maken tegen de geleerde ingenieurs die meedongen. Anno 2019 zijn moderne versies van dit toestel in heel West-Europa te vinden.
Soms maakte Van den Eynde van een eenvoudig voorwerp een ander gebruiksproduct. Een bekend voorbeeld hiervan was het snijwiel voor de ploeg dat gemaakt werd van een versleten cirkelzaag.

## Uitvindingen

### De autokar (1935)
Van den Eynde bracht rond 1935 de autokar in de handel. Dat was een kar met onderstel van een auto (twee autowielen), een laadbak met sponnen die kan worden gekiept en twee berries of 'beurres'. De autokar was uniek omdat het onderstel met de berries opzij geschoven kon worden. Het was dan ook een uitvinding specifiek voor de karakteristieke cultuur met gewenten in de Mechelse groentestreek.
Voor de kar werd in de loop van de tijd verschillende mechanismen ontwikkeld om de berries onder de kar te kunnen verschuiven zodat het paard letterlijk voor het wiel gezet kon worden. Met deze asymmetrische paard-kar-schakeling (paard in de voor, kar boven het gewent) kon met de kar over het veld gereden worden zonder de teelt of gewenten te beschadigen. De autokar werd een veelgebruikte tuinbouwvoertuig en verving bij veel werk de kruiwagen.
Er zou in de loop van de tijd meerdere systemen ontwikkeld worden door de smeden in de regio, waarbij Van den Eynde de oorspronkelijke autokar en een van die systemen op zijn naam had. In 1941-'42 bedacht hij een systeem waarbij de berries manueel naar rechts geduwd moesten worden. Een buizenstelsel kon dan in en uit elkaar geschoven worden. Na het losmaken van de vijzen werd het onderstel met een stevige trap losgemaakt, verschoven en met de vijzen terug vastgezet. Hiervoor vond Van den Eynde een speciale machine uit om een overlangse groef in de buizen te maken. Andere smeden die autokarren met een vergelijkbaar systeem vervaardigden waren van hem afhankelijk voor het uitzagen van de buizen.
De autokar was de voorloper van de kat en ezel die vanaf de negentienvijftiger jaren door Van den Eynde ontwikkeld werden.

### De preiplantmachine (1969)

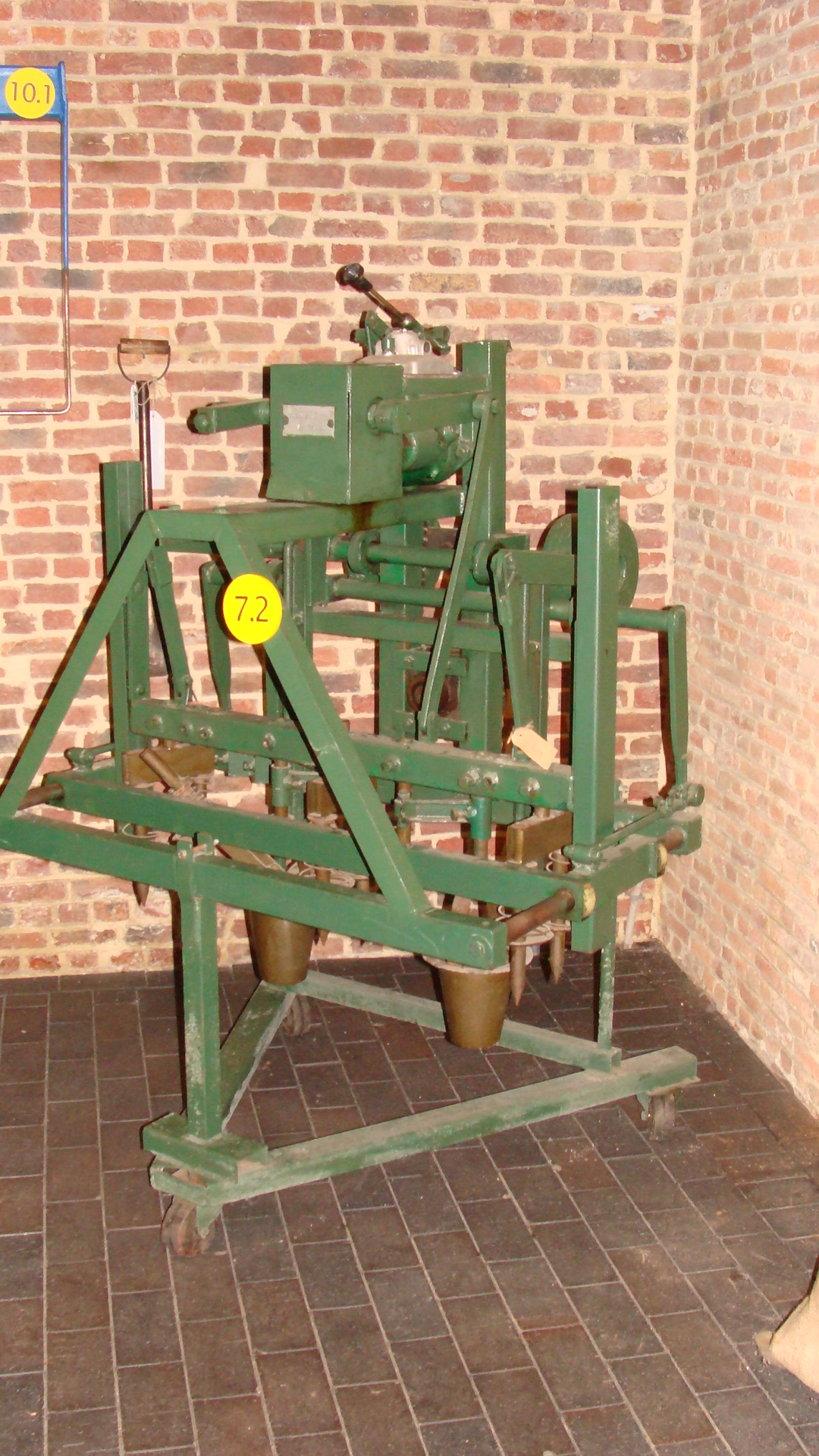
De preiplantmachine in Groentemuseum ’t Grom

In 1969 koppelde Van den Eynde voor het eerst een preiplantmachine aan een ezel. Een jaar later werd een nieuw model met een grotere tractor aangedreven. Men kon zowel preipinnen als potvormige drukvormen, voor bloemkoolplantjes, aan de machine monteren, maar de bloemkoolvormen werden minder gebruikt.
Voor de aandrijving van de preiponser maakte Van den Eynde gebruik van motoren uit de Mercedes 180. Deze had drie versnellingen waardoor de preigaten ook op drie verschillende afstanden van elkaar konden worden geponsd.

### De kat en de ezel
De kat, alsook zijn vereenvoudigde en goedkopere versie de ezel, is een trekker die uitgevonden is om door de karakteristieke gewenten van de Mechelse groentestreek te rijden zonder schade te richten aan deze gewenten.